# Мазярня-Каранська
Мазярня-Каранська — село в Україні, у Шептицькому районі Львівської області. Населення становить — 163 особи.

## Назва
До 1989 року носило назва Мазарня-Коравська, перейменоване на Мазарню-Каранську, у 2019 році назву уточнено на сучасну.